# Плес ватре
Плес ватре (фр. Danse du feu) француски је неми хорор филм из 1899. године, редитеља Жоржа Мелијеса, који уједно тумачи и једну од главних улога, заједно са Жехан Д'алси. Сценарио је базиран на роману Она: Историја авантуре аутора Хенрија Рајдера Хагарда.
Филм је објавила Мелијесова продукцијска кућа Star Film Company 1899. године и налази се под редним бројем 188. у њеном каталогу. До данашњен дана преживео је снимак филма који је ручно колоризовала Елизабет Туилијер.

## Радња
Ђаво призива девојку у белој хаљини из мистичног пламена. Она почиње да плеше и рукави њене хаљине полако заузимају облик ватре. Коначно, она нестаје, а ватра почиње да гори.

## Улоге
- Жорж Мелијес као Ђаво
- Жехан Д'алси као Ајиша